# Le Monteil (Haute-Loire)
Le Monteil település Franciaországban, Haute-Loire megyében. Lakosainak száma 677 fő (2022. január 1.). Le Monteil Brives-Charensac, Chadrac, Chaspinhac, Polignac és Saint-Germain-Laprade községekkel határos.

## Népesség
A település népességének változása:
| Lakosok száma | 237  | 446  | 535  | 564  | 604  | 645  | 670  | 685  | 682  | 677  |
|               | 1968 | 1982 | 1990 | 2006 | 2013 | 2015 | 2017 | 2019 | 2020 | 2022 |